# Saint-Broing-les-Moines
Saint-Broing-les-Moines és un municipi francès, situat al departament de la Costa d'Or i a la regió de Borgonya - Franc Comtat. L'any 2007 tenia 183 habitants.

## Demografia

### Població
El 2007 la població de fet de Saint-Broing-les-Moines era de 183 persones. Hi havia 80 famílies, de les quals 28 eren unipersonals (16 homes vivint sols i 12 dones vivint soles), 24 parelles sense fills i 28 parelles amb fills.
La població ha evolucionat segons el següent gràfic:
Habitants censats

### Habitatges
El 2007 hi havia 116 habitatges, 80 eren l'habitatge principal de la família, 26 eren segones residències i 10 estaven desocupats. 108 eren cases i 7 eren apartaments. Dels 80 habitatges principals, 64 estaven ocupats pels seus propietaris, 14 estaven llogats i ocupats pels llogaters i 2 estaven cedits a títol gratuït; 1 tenia una cambra, 4 en tenien dues, 6 en tenien tres, 17 en tenien quatre i 52 en tenien cinc o més. 69 habitatges disposaven pel capbaix d'una plaça de pàrquing. A 42 habitatges hi havia un automòbil i a 29 n'hi havia dos o més.

### Piràmide de població
La piràmide de població per edats i sexe el 2009 era:
| Homes | Edats   | Dones |
| ----- | ------- | ----- |
| 0     | 95 o +  | 0     |
| 4     | 90 a 94 | 0     |
| 0     | 85 a 89 | 0     |
| 4     | 80 a 84 | 0     |
| 8     | 75 a 79 | 8     |
| 8     | 70 a 74 | 4     |
| 8     | 65 a 69 | 4     |
| 4     | 60 a 64 | 8     |
| 0     | 55 a 59 | 4     |
| 4     | 50 a 54 | 4     |
| 8     | 45 a 49 | 0     |
| 16    | 40 a 44 | 8     |
| 0     | 35 a 39 | 12    |
| 4     | 30 a 34 | 4     |
| 8     | 25 a 29 | 0     |
| 8     | 20 a 24 | 4     |
| 4     | 15 a 19 | 4     |
| 12    | 10 a 14 | 0     |
| 8     | 5 a 9   | 4     |
| 8     | 0 a 4   | 4     |

## Economia
El 2007 la població en edat de treballar era de 114 persones, 77 eren actives i 37 eren inactives. De les 77 persones actives 71 estaven ocupades (41 homes i 30 dones) i 6 estaven aturades (5 homes i 1 dona). De les 37 persones inactives 17 estaven jubilades, 10 estaven estudiant i 10 estaven classificades com a «altres inactius».

### Ingressos
El 2009 a Saint-Broing-les-Moines hi havia 80 unitats fiscals que integraven 189 persones, la mediana anual d'ingressos fiscals per persona era de 16.873 €.

### Activitats econòmiques
Dels 6 establiments que hi havia el 2007, 2 eren d'empreses de fabricació d'altres productes industrials, 2 d'empreses de construcció, 1 d'una empresa de serveis i 1 d'una entitat de l'administració pública.
Dels 3 establiments de servei als particulars que hi havia el 2009, 1 era un taller de reparació d'automòbils i de material agrícola, 1 paleta i 1 electricista.
L'any 2000 a Saint-Broing-les-Moines hi havia 9 explotacions agrícoles.

## Poblacions més properes
El següent diagrama mostra les poblacions més properes.